# Béla Kuhárszki
Béla Kuhárszki (29 de abril de 1940 - 7 de março de 2016) foi um futebolista húngaro, que atuava como atacante.

## Carreira
Béla Kuhárszki fez parte do elenco da Seleção Húngara de Futebol, na Copa do Mundo de 1962.